# Pachybrachis caelatus
Pachybrachis caelatus är en skalbaggsart som beskrevs av J. L. Leconte 1858. Pachybrachis caelatus ingår i släktet Pachybrachis och familjen bladbaggar. Inga underarter finns listade i Catalogue of Life.